# 18XX
Neformální označení 18XX přísluší rodině deskových her zaměřujících se na hospodářskou simulaci začínajících železničních společností především v první polovině osmnáctého století.[zdroj?] První hra z této rodiny byla 1829, která byla vytvořena Angličanem Francisem G. Treshamem a vydána jeho vydavatelstvím Hartland Trefoil v roce 1974 a jejím tématem bylo šíření železnice na jihu Anglie (rok 1829 odkazuje k Rainhillským zkouškám).
V češtině vyšla z této rodiny her v roce 2017 hra 18CZ vydaná nakladatelstvím Fox in the Box.

## Seznam her
| Jméno                                      | Rok vydání               | Téma                                        | Autor                                 | Zveřejnění | Poznámka                                                                           |
| ------------------------------------------ | ------------------------ | ------------------------------------------- | ------------------------------------- | --- | ---------------------------------------------------------------------------------- |
| 1800                                       | 2002                     | Colorado                                    | Antonio Leal                          | Časopis „Rail Gamer“ Nr. 17                                                                                       | pro dva hráče, malá mapa                                                           |
| 1812                                       | 2011                     | Severovýchod Anglie                         | Ian Wilson                            | Deep Thought Games                                                                                                |                                                                                    |
| 1817                                       | 2012                     | Severovýchod Spojených států amerických     | Craig Bartell, Tim Flowers            | Deep Thought Games, LLC                                                                                           | důraz na akciový trh                                                               |
| 1824                                       | 2005                     | Rakousko-Uhersko                            | Helmut Ohley, Leonhard Orgler         | Helmut Ohley | předělávka hry 1837                                                                |
| 1825 Unit 1                                | 1995                     | Velká Británie, Jižní Anglie                | Francis Tresham                       | Hartland Trefoil, Tresham Games                                                                                   | předělávka 1829                                                                    |
| 1825 Unit 2                                | 2000                     | Velká Británie, Midlands                    | Francis Tresham                       | Tresham Games | samostatná hra                                                                     |
| 1825 Unit 3                                | 2004                     | Velká Británie, Skotsko                     | Francis Tresham                       | Tresham Games | samostatná hra                                                                     |
| 1826                                       | 2000                     | Francie/Belgie                              | David G.D. Hecht                      | Chris Lawson 2000, Deep Thought Games 2004                                                                        | důraz na hospodářství                                                              |
| 1828                                       | 2003                     | Deutscher Zollverein                        | Michael Brünker                       | Michael Brünker                                                                                                   | podobné 1841                                                                       |
| 1829                                       | 1974                     | Velká Británie, Jižní Anglie                | Francis Tresham                       | Hartland Trefoil                                                                                                  | původní hra, se šesti rozšířeními                                                  |
| 1829 North                                 | 1981                     | Velká Británie, Severní Anglie a Skotsko    | Francis Tresham                       | Hartland Trefoil                                                                                                  |                                                                                    |
| 1829 Mainline                              | 2005                     | Velká Británie, Anglie                      | Francis Tresham                       | Tresham Games |                                                                                    |
| 1830                                       | 1986                     | Severovýchod Spojených států amerických     | Francis Tresham, Bruce Shelley        | Avalon Hill 1986, Mayfair Games 2011, Lookout Games 2011, 999 Games 2011                                          | důraz na hospodářskou složku                                                       |
| 1830 Coalfields                            | 1995                     | Severovýchod Spojených států amerických     | Alan Moon                             | Časopis „Games International“ Nr. 6, Časopis „The Train Gamers Gazette“ Vol. 2, Nr. 2, Časopis „Rail Gamer“ Nr. 7 | varianta k 1830 s oblastí těžby uhlí                                               |
| 1830 Reading                               | 1987                     | Severovýchod Spojených států amerických     | Alan Moon                             | Časopis „The General“ Vol. 23, Nr. 6 (Avalon Hill), Časopis „The Train Gamers Gazette“ Vol. 2, Nr. 4              | varianta Reading ke hře 1830                                                       |
| 1830 Wabash                                | 1999                     | Severovýchod Spojených států amerických     | Harry Wu                              | Časopis „Rail Gamer“ Nr. 13                                                                                       | varianta k 1830 s další společností Wabash Railroad                                |
| 1830 Bonds                                 | 1994                     | Severovýchod Spojených států amerických     | John Puddifoot                        | Časopis „The Train Gamers Gazette“ Vol. 1, Nr. 3                                                                  | varianta k 1830 zaměřená na dluhopisy                                              |
| 1830 Pere Marquette                        | 1996                     | Severovýchod Spojených států amerických     | Federico Vellani                      | Časopis „The Train Gamers Gazette“ Vol. 3, Nr. 1                                                                  | varianta k 1830 se společností Pere Marquette                                      |
| 1830 Westpark-Variante                     | 1999                     | Severovýchod Spojených států amerických     | Walter Sorger                         | Westpark Gamers                                                                                                   | Variante von 1830                                                                  |
| 1830 Francie                               | 2010                     | Francie                                     | Michael Liebetanz                     | Wolfram Janich,                                                                                                   | klasická pravidla a rozvržení podle 1830 na mapě Francie s upravenými společnostmi |
| 1831                                       | 1997                     | Severovýchod Spojených států amerických     | Carl Burger                           | Carl Burger | varianta 1830                                                                      |
| 1832                                       | 2006                     | Jihovýchod Spojených států amerických       | Bill Dixon                            | Deep Thought Games                                                                                                |                                                                                    |
| 1832                                       | 1987                     | Francie                                     | Michael Liebetanz                     | Michael Liebetanz                                                                                                 | varianta 1830, malý náklad, od roku 1998 ke stažení pod jménem 18FR                |
| 1834                                       | plánováno                | Nová Anglie/Montreal                        | Tom Lehmann                           | Deep Thought Games (geplant)                                                                                      |                                                                                    |
| 1835                                       | 1990                     | Německo                                     | Michael Meier-Bachl                   | Hans im Glück Verlag, Mayfair Games                                                                               | důraz na stavění                                                                   |
| 1835 Coalfields                            | 2000                     | Německo                                     | Harry Wu                              | Časopis „Rail Gamer“ Nr. 14                                                                                       | varianta 1835 s uhelnými ložisky; důraz na stavbu                                  |
| 1835 Minor Variant                         | 1994                     | Německo                                     | Gary Norton                           | Časopis „The Train Gamers Gazette“ Vol. 1, Nr. 2                                                                  | podle 1835                                                                         |
| 1837                                       | 1994                     | Rakousko-Uhersko                            | Leonhard Orgler                       | Leonhard Orgler                                                                                                   | stavba zejména uhelných tratí                                                      |
| 1838                                       | 2001                     | Porýní                                      | Wolfram Janich                        | Wolfram Janich | založeno na 1835 s důrazem na stavbu                                               |
| 1838TL                                     | 2002                     | Durynsko                                    | Dieter Danziger                       | Dieter Danziger                                                                                                   |                                                                                    |
| 1839                                       | 1993                     | Nizozemsko                                  | Theo Jansma                           | | podle 1830, vizte též 18NL                                                         |
| 1839                                       | 1993                     | Nizozemsko                                  | Paul Stouthard, Rob van Wijngaarden   | Paul Stouthard, Rob van Wijngaarden                                                                               | na základě 1829                                                                    |
| 1841                                       | 1994                     | severní Itálie                              | Federico Vellani, Manlio Manzini      | Federico Vellani 1994 (jako 1839), Chris Lawson 1996, Deep Thought Games 2006                                     | důraz na burzu                                                                     |
| 1842                                       | 1995                     | Hamburk, Šlesvicko-Holštýnsko               | Wolfram Janich                        | Wolfram Janich | varianta 1835                                                                      |
| 1844                                       | 2004                     | Švýcarsko                                   | Helmut Ohley, Peter Minder            | Helmut Ohley | na základě 1835                                                                    |
| 1846                                       | 2005                     | Indiana/Ohio                                | Tom Lehmann                           | Deep Thought Games                                                                                                |                                                                                    |
| 1847                                       | 1996                     | Falc                                        | Wolfram Janich                        | Wolfram Janich,                                                                                                   | vychází z 1835                                                                     |
| 1847 AE                                    | 2015                     | Falc, Rýnské Hesensko                       | Wolfram Janich                        | Wolfram Janich | novější vydání 1847                                                                |
| 1848 Australia                             | 2007                     | Austrálie                                   | Helmut Ohley, Leonhard Orgler         | Helmut Ohley | založeno na 1830                                                                   |
| 1849                                       | 1998                     | Sicílie, Itálie                             | Federico Vellani                      | Chris Lawson | nejprve jako 1850                                                                  |
| 1850                                       | 2006                     | Středozápad Spojených států amerických      | Bill Dixon                            | Deep Thought Games                                                                                                |                                                                                    |
| 1851                                       | 1998                     | Kentucky/Tennessee                          | Mark Derrick, Chris Lawson            | Chris Lawson | podle 18TN                                                                         |
| 1853                                       | 1989                     | Indie                                       | Francis Tresham                       | Hartland Trefoil 1989, Lookout Games 2009, Mayfair Games 2009                                                     | důraz na stavbu                                                                    |
| 1854                                       | 2002                     | Rakousko                                    | Leonhard Orgler                       | Leonhard Orgler 2002, Deep Thought Games 2005                                                                     | mapa moderního Rakousko                                                            |
| 1856                                       | 1995                     | Kanada                                      | Bill Dixon                            | Mayfair Games |                                                                                    |
| 1857                                       | 2014                     | Argentina                                   | Eddie Robbins/John Bohrer             | John Bohrer, Winsome games                                                                                        | na základě 1830, vyžaduje i jeho herní materiál                                    |
| 1858                                       | 2011                     | Pyrenejský poloostrov                       | Ian D. Wilson                         | Ian D. Wilson, web-publiziert, 1858                                                                               |                                                                                    |
| 1860                                       | 2005                     | Wight, Velká Británie                       | Mike Hutton                           | JKLM Games |                                                                                    |
| 1861                                       | 2006                     | Rusko                                       | Ian D. Wilson                         | JKLM Games, Z-Man Games, Lookout Games                                                                            |                                                                                    |
| 1862                                       | 2000                     | USA/Kanada                                  | Helmut Ohley                          | Helmut Ohley |                                                                                    |
| 1862 Railway Mania in the Eastern Counties | 2013                     | Východní Anglie                             | Mike Hutton                           | Mike Hutton & Mike Roberts (LMN&B Ltd)via Kickstarter                                                             | Východní pobřeží Anglie                                                            |
| 1865                                       | 2011                     | Sardinie                                    | Alessandro Lala                       | Gotha Games |                                                                                    |
| 1869 The Golden Spike                      | 1996                     | Západ Spojených států amerických            | Colin Barnhorst, Kristopher Marquardt | C&K |                                                                                    |
| 1869-West                                  | 2000, 2014 (2nd Edition) | západní pobřeží Spojených států amerických  | Alan R. Moon                          | Wolfram Janich |                                                                                    |
| 1870                                       | 1995                     | USA, Mississippi                            | Bill Dixon                            | Mayfair Games |                                                                                    |
| 1873                                       | 2011                     | Harz (Německo)                              | Klaus Kiermeier                       | Klaus Kiermeier, webpubliziert                                                                                    | důraz na doly, trasy a přepravu vydolovaného                                       |
| 1876                                       | 1996                     | Trinidad                                    | Peter Jacobi                          | Chris Lawson | jako 1830 nebo varianta 1835                                                       |
| 1879                                       | 2014                     | Severozápad Spojených států amerických      | Eddie Robbins                         | Winsome Games |                                                                                    |
| 1880                                       | 2010                     | Čína                                        | Helmut Ohley, Leonhard Orgler         | Helmut Ohley, Leonhard Orgler                                                                                     |                                                                                    |
| 1881 - Das Berliner Straßenbahnspiel       | 1990                     | Berlín                                      | Michael Mette                         | Michael Mette |                                                                                    |
| 1889                                       | 2004                     | Šikoku (Japonsko)                           | Jasutaka Ikeda                        | Wild Heaven 2004, Deep Thought Games 2005, Grand Trunk Games 2022                                                 | podle 1830, Einsteigerspiel                                                        |
| 1893                                       | 2014                     | Kolín nad Rýnem                             | Edwin Eckert                          | Wolfram Janich |                                                                                    |
| 1895                                       | 2004                     | Namibie                                     | Adam Romoth, Helmut Ohley             | Helmut Ohley |                                                                                    |
| 1897                                       | 2002                     | Japonsko                                    | Tacuja Kamioka                        | Tacuja Kamioka |                                                                                    |
| 1898                                       | 1999                     | Francie                                     | Michael Brünker                       | Michael Brünker                                                                                                   | nehistorické, na základě hry 1841                                                  |
| 1899                                       | 1996                     | Čína                                        | Ingo Meyer, Dirk Clemens              | Chris Lawson | 1830 převedeno na mapu Číny                                                        |
| 18AL                                       | 2000                     |                                             | Mark Derrick                          | Mark Derrick 2000, John David Galt 2002                                                                           | na základě 1830                                                                    |
| 18CZ                                       | 2017                     | Čechy, Morava a Slezsko za Rakouska-Uherska | Leonhard Orgler                       | Fox in the Box |                                                                                    |
| 18EC                                       | 2005                     | Jihovýchod Spojených států amerických       | Han Heidema, Auke Stegink             | Wolfram Janich |                                                                                    |
| 18EU                                       | 2004                     | Evropa                                      | David G.D. Hecht                      | Deep Thought Games                                                                                                |                                                                                    |
| 18FR                                       | 1998                     | Francie                                     | Michael Liebetanz, Helmut Ohley       | Helmut Ohley | předělávka hry 1832                                                                |
| 18FL                                       | 2006                     | Florida                                     | David G.D. Hecht                      | Deep Thought Games                                                                                                |                                                                                    |
| 18GA                                       | 2002                     | Georgie                                     | Mark Derrick                          | John David Galt                                                                                                   | vychází z 1870                                                                     |
| 18GL                                       | 2006                     | oblast Velkých jezer                        | Gary Mroczka                          | Deep Thought Games                                                                                                |                                                                                    |
| 18MEX                                      | 2005                     | Mexiko                                      | Mark Derrick                          | Deep Thought Games                                                                                                |                                                                                    |
| 18Neb                                      | 2010                     | Nebraska                                    | Matthew L. Campbell                   | Deep Thought Games                                                                                                |                                                                                    |
| 18NL                                       | 1999                     | Nizozemsko                                  | Theo Jansma, Helmut Ohley             | Helmut Ohley | na základě 1839                                                                    |
| 18NL                                       | 2005                     | Nizozemsko                                  | Helmut Ohley, Wolfram Janich          | Wolfram Janich | na základě 18NL                                                                    |
| 18OE - Orient express                      | 2013–2014                | Evropa                                      | Mark Frazier                          | Mark Frazier, Designs in creative environments                                                                    | Evropa jako celek                                                                  |
| 18Rhl - Rhineland                          | 2007                     | Porýní                                      | Wolfram Janich                        | Wolfram Janich | přepracované 1838                                                                  |
| 18SA                                       | 2015                     | Jižní Amerika                               | Peter Mette                           | Wolfram Janich |                                                                                    |
| 18Scan                                     | 2005                     | Skandinávie                                 | David G.D. Hecht                      | Deep Thought Games                                                                                                |                                                                                    |
| 18SX - Sachsen 18SX - Saxony               | 2003                     | Sasko                                       | Wolfram Janich                        | Wolfram Janich |                                                                                    |
| 18TN                                       | 2006                     | Tennessee                                   | Mark Derrick                          | Deep Thought Games                                                                                                | 1851 basiert auf 18TN                                                              |
| 18US                                       | 2006                     | USA                                         | David G.D. Hecht                      | Deep Thought Games                                                                                                |                                                                                    |
| 18VA                                       | 2001                     | Virginie                                    | David G.D. Hecht                      | Deep Thought Games 2005, Wolfram Janich                                                                           |                                                                                    |
| 18West                                     | 2007                     | Západ Spojených států amerických            | David G.D. Hecht                      | Deep Thought Games                                                                                                |                                                                                    |
| 18C2C                                      | 2003                     | USA                                         | Mark Frazier                          | Mark Frazier | C2C: Coast to Coast                                                                |
| 1830 Lummerland                            |                          | Lummerland                                  | Kay-Viktor Stegemann                  | |                                                                                    |
| 2038                                       | 1995                     | asteroidy                                   | Tom Lehmann, Jim Hlavaty              | Prism Games, TimJim Games                                                                                         | jen podobné                                                                        |
| Powerrails                                 | 1999                     |                                             | Tom Schoeps                           | Tom Schoeps |                                                                                    |
| Steam Over Holland                         | 2007                     | Nizozemsko                                  | Bart van Dijk                         | Vendetta Games |                                                                                    |
| Ur, 1830 BC                                | 2001                     | Mezopotámie                                 | Jeroen Doumen, Joris Wiersinga        | Splotter Spellen                                                                                                  | jen podobné                                                                        |